# Otavipithecus
Otavipithecus (лат.) — вымерший род приматов, обитавших на юге Африки в среднем миоцене. Согласно первому описанию рода и типового вида, опубликованному в 1992 году, окаменелости, обнаруженные в горах Отави на северо-западе нынешней Намибии, извлечены из пород, для которых на основе руководящих ископаемых был определён возраст 13 ± 1 млн лет. На данный момент в род включают единственный вид Otavipithecus namibiensis.
Отнесение рода к какому-либо семейству внутри человекообразных обезьян, в частности принадлежность рода к ранним предкам современных гоминид, вызывает споры.

## Этимология
Родовое название Otavipithecus состоит из отсылки на место обнаружение примата — горы Отави, примерно в 20 км к востоку от Хрутфонтейна — и др.-греч. πίθηκος (píthēkos) — обезьяна. Видовое название namibiensis происходит от названия государства Намибия. Таким образом, Otavipithecus namibiensis означает «обезьяна Отави из Намибии».

## История

### Первоначальное описание
В качестве голотипа рода и одновременно типового вида Otavipithecus namibiensis в первом описании 1992 года был представлен фрагмент правой нижней челюсти с сохранившимися коренными зубами, обнаруженный в блоке карстовой брекчии. Этот образец (BER 1, 1'91), найденный Мартином Пикфордом 4 июня 1991 года, считался на тот момент первым свидетельством существования миоценовых человекообразных обезьян в Африке к югу от экватора, на 20-м градусе Южной широты. В челюсти сохранились четвёртый премоляр и моляры от M1 до M3, а также фрагмент коронки и весь корень третьего премоляра, фрагмент корня клыка и все лунки резцов. Согласно первому описанию строение зубов отличается от окаменелостей, принадлежащих проконсулу (Proconsul), а также от Micropithecus, дендропитека (Dendropithecus) и афропитека (Afropithecus), и имеется больше сходств с кениапитеком (Kenyapithecus), сивапитеком (Sivapithecus) и дриопитеком (Dryopithecus), но в целом особенности Otavipithecus были описаны как «совершенно нетипичные» для гоминоидных находок раннего и среднего миоцена.
На основе размера зубов исследователи заключили, что животные этого вида достигали массы 15-20 кг, что сравнимо с сегодняшними самцами обезьян-носачей. Сравнение износа поверхностей зубов с износом поверхности зубов современного шимпанзе показало, что найденная особь, вероятно, умерла в возрасте от 10 до 12 лет и, скорее всего, её рацион состоял в основном из мягкой пищи (например, фруктов и молодых листьев).
Нижняя челюсть O. namibiensis считается наиболее хорошо сохранившейся окаменелостью человекообразной обезьяны, обнаруженной на юге Африки.

### Посткраниальные находки
В последующие годы в Намибии было обнаружено несколько посткраниальных (без черепа) окаменелостей того же возраста, что и BER 1, 1'91, отнесённых к O. namibiensis, включая фалангу, фрагментарную локтевую кость и атлант хорошей сохранности (ВА 104'91). Если идентификация атланта — ближайшего к черепу шейного позвонка — неошибочна, это означает по версии первооткрывателя, что O. namibiensis был древесным жителем из-за его морфологического сходства позвонка с атлантом современных бонобо, гиббоновых и носачей. Из размера атланта также делается вывод, что эти приматы весили от 15 до 20 кг, как и предполагалось ранее.